# 小動神社
小動神社（こゆるぎじんじゃ）は、神奈川県鎌倉市腰越の小動岬にある神社である。旧社格は村社、旧腰越村の鎮守。
現在は同市内にある八雲神社の兼務社となっている。

## 祭神
- 建速須佐之男命
- 建御名方神
- 日本武命

## 歴史
文治年間（1185年 - 1189年）の源平合戦の際、佐々木盛綱が父祖の領国であった近江国の八王子宮を勧請したものと伝え、江戸時代までは三神社や八王子社と称していた。元弘3年（1333年）5月には、新田義貞が鎌倉攻めの戦勝を祈願したと伝えられる。また、新田義貞は建武年間（1334年 - 1338年）に社を再興している。江戸中期には、小田原藩主・大久保忠真が扁額を奉納した。
1868年（明治元年）、神仏分離に伴い地名をとって小動神社と改称し、村社に列格した。社前に在する浄泉寺は、もと小動神社の別当寺院で、神仏分離以降も1917年（大正6年）7月に至るまで管理が行われていた。
また、祭神の一である建御名方神は1909年（明治42年）、腰越村内にあった諏訪社が小動神社に移された際に合祀されたものである。

## 祭事
例祭は1月16日に行われる。
7月第1日曜から第2日曜にかけて行われる天王祭は、江の島の八坂神社との共同の祭で、最終日には八坂神社の御輿が当社に渡御する。

## 山車
7月に行われる天王祭でつかわれる山車。
唐破風屋根、小型木製車輪、廻り舞台を三大特徴とする湘南型山車の元祖である。
昭和36年までは祭礼中、江ノ電が龍口寺前付近から腰越駅までの架線を撤去し5台の山車が電車通りを行進した。
昭和37年3月に起きた山車小屋火災により濱上町、土橋町、中原町の山車が焼失し、神戸町の山車が半焼した。但し、人形は焼失をのがれ現存している。
- 各町内の人形は以下のとおり
  - 濱上町：源義経と弁慶
  - 神戸町：八幡太郎義家と鎌倉権五郎景政
  - 土橋町：源頼朝と御所五郎丸
  - 下町：神功皇后と武内宿禰、応神天皇
  - 中原町：素戔嗚命

中原町、土橋町は焼け残った部品の一部を利用し、昭和50年代に小型の山車を製作している。
神戸町は、平成13、14年に修復工事を行いほぼ原形に復旧した。但し、部品が焼失したため、人形の取り付け方が、以前の（下から順に）丸座刺繍幕→万灯→岩座、水垂に人形、から丸座刺繍幕に人形という簡略構造になり高さも低くなった。
普段は小動神社に入ってすぐの倉庫にしまってある。